# Associazione Calcio Nuova Maceratese 1999-2000
Questa pagina raccoglie le informazioni riguardanti l'Associazione Calcio Nuova Maceratese nelle competizioni ufficiali della stagione 1999-2000.

## Rosa
| N. |                   | Ruolo | Calciatore                 |
| -- | ----------------- | ----- | -------------------------- |
|    | Italia (bandiera) | A     | Lorenzo Cerbella           |
|    | Italia (bandiera) | D     | Silvano Cernicchi          |
|    | Italia (bandiera) | C     | Alessandro Cossa           |
|    | Italia (bandiera) | C     | Andrea D'Angelo            |
|    | Italia (bandiera) | C     | Giuseppe Del Giudice (cap) |
|    | Italia (bandiera) | C     | Riccardo Domizi            |
|    | Italia (bandiera) | A     | Mariano Fioravanti         |
|    | Italia (bandiera) | D     | Salvatore Fusco            |
|    | Italia (bandiera) | A     | Fabio Gentili              |
|    | Italia (bandiera) | A     | Gabriele Graziani          |
|    | Italia (bandiera) | P     | Fabrizio Grilli            |
|    | Italia (bandiera) | D     | Antonio Landi              |
|    | Italia (bandiera) | C     | Nicola Martini             |

| N. |                   | Ruolo | Calciatore         |
| -- | ----------------- | ----- | ------------------ |
|    | Italia (bandiera) | D     | Francesco Miccoli  |
|    | Italia (bandiera) | D     | Andrea Molari      |
|    | Italia (bandiera) | C     | Michele Pietrella  |
|    | Italia (bandiera) | D     | Roberto Ricca      |
|    | Italia (bandiera) | D     | Emidio Sabatelli   |
|    | Italia (bandiera) | C     | Fabio Saggiomo     |
|    | Italia (bandiera) | C     | Giuseppe Sampino   |
|    | Italia (bandiera) | P     | Andrea Sarti       |
|    | Italia (bandiera) | A     | Giuseppe Selvaggio |
|    | Italia (bandiera) | A     | Massimo Spagnolli  |
|    | Italia (bandiera) | D     | Moreno Tacconi     |
|    | Italia (bandiera) | D     | Gaetano Vastola    |
|    | Italia (bandiera) | A     | Andrea Verdicchio  |